# Голубев, Иван Михайлович
Иван Михайлович Голубев (1875—1938) — большевик, советский общественный деятель.
С 14 лет работал в кожевенном производстве в г. Торжке. В конце 1896 года поступил на фабрику Максвелла в Петербурге. С начала 1900 года активно работал в РСДРП. В 1901 году, работая на чугунном заводе, с группой рабочих отправился в помощь «Обуховской обороне». В июне 1901 года был арестован и затем выслан в Тверскую губернию. 1 мая 1903 года в Вышнем Волочке организовал стачку текстильщиков, которая продолжалась три недели и закончилась победой рабочих. Стачечный комитет был арестован, в т. ч. и Голубев. 22 февраля 1904 года на демонстрации в Твери был снова арестован. После семимесячного заключения уехал в Баку. Будучи членом городского районного комитета, принимал активное участие в знаменитой бакинской стачке. Положил начало военной организации, но в январе 1905 года, вместе с 14 солдатами, был арестован. После судебного разбирательства и оправдательного приговора уехал в Москву, где работал организатором в Рогожском районеи участвовал в вооруженном восстании.
С весны 1909 года работал членом Московского комитета и членом Исполнительной комиссии Московской организации РСДРП, а 13 декабря, на заседании МК, был арестован и выслан в Вологодскую губернию. В 1914 году, после возвращении из ссылки в Москву, вместе с другими товарищами, принялся за восстановление Московской организации и организовывал отделение нелегальной газеты «Правда».
Во время Февральской революции был выбран членом Московского совета и членом Исполнительного комитета (первого созыва). Во время Октябрьской революции был комиссаром Военно-революционного комитета Бауманского района (тогда Басманного), затем председателем районного совета. С февраля 1919 года по 1921 год работал членом коллегии Наркомзема, председателем Всероссийского рабочего комитета содействия сельскому хозяйству при Наркомземе. Затем работал в ВЦСПС, Главэлектро, НК РКИ, с 1924 года  — членом Верховного суда РСФСР.